# Erwin Ramdani
Erwin Ramdani (sinh ngày 11 tháng 3 năm 1993, ở Bandung) là một cầu thủ bóng đá người Indonesia thi đấu cho PSMS Medan ở Liga 1 ở vị trí tiền vệ 